# Флёйен
Флёйен (норв. Fløyen или норв. Fløyfjellet, первоначальное написание норв. Fløien) — гора, которая является наиболее посещаемой из семи гор, окружающих центр Бергена. У этой горы есть система фуникулёра (норв. Fløibanen, по названию горы), который перевозит пассажиров из центра Бергена к смотровой площадке, находящейся на высоте 320 метров, за 6 минут. Вершина горы — 425 метров — располагается в 1 км северо-восточнее конечной станции фуникулёра. Фуникулёр используется туристами и горожанами круглый год.

## Ссылки

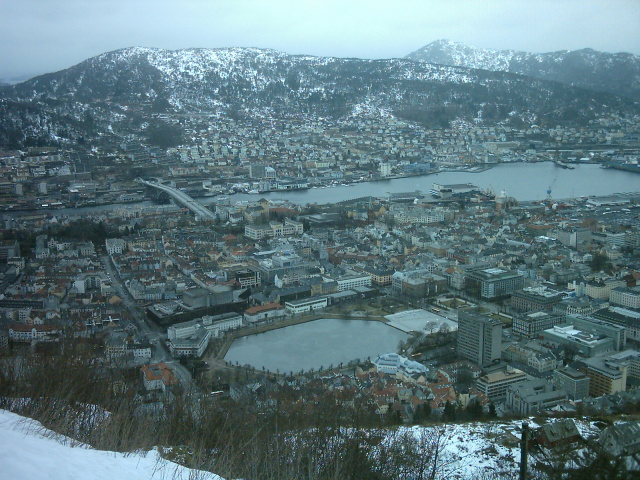
Вид с горы Флёйен на Берген